# ألان روبليدو
ألان روبليدو (بالإسبانية: Alan Robledo)‏ هو لاعب كرة قدم أرجنتيني في مركز الدفاع، ولد في 17 فبراير 1998 في José León Suárez ‏ في الأرجنتين. لعب مع تشاكاريتا جيونيورز.

## وصلات خارجية
- ألان روبليدو على موقع قاعدة بيانات كرة القدم.إي يو (الإنجليزية)
- ألان روبليدو على موقع Soccerway.com (الإنجليزية)